# VietinBank Business Center Office Tower
Le VietinBank Business Center Office Tower est un groupe de deux gratte-ciel  en construction à Hanoi en Vietnam. 

## Présentation
Les gratte-ciels ont été conçus par le célèbre architecte britannique Norman Foster, qui dirige le cabinet d'architectes Foster + Partners avec son équipe. 
Le projet de construction a été présenté au public en 2010. 
La construction a commencé en 2011 et la fondation s'est achevée en 2015. 
Les travaux de construction devaient initialement être achevés en 2018, mais en raison de difficultés financières à la VietinBank, ils ne le seront pas non plus en 2020,.

## Tour 1
Avec une hauteur de 363 mètres, la tour de bureaux du centre d'affaires VietinBank sera l'un des plus hauts bâtiments du pays. 
La tour doit devenir le nouveau siège de la VietinBank avec ses 68 étages de bureaux. Le bâtiment a une base rectangulaire. D'une hauteur de 285 mètres, le bâtiment se rétrécit d'un côté, tandis que l'autre continue vers le haut. Vu de face, le tiers supérieur de la tour est un triangle et des jardins sont créés sur deux niveaux différents à 110 et 210 mètres.

## Tour 2
En plus de la tour de bureaux, la tour de l'hôtel VietinBank Business Center atteindra une hauteur de 250 mètres et aura 48 étages. La tour inférieure a un plan d'étage rectangulaire et se termine par un toit plat. La façade doit être entièrement recouverte de verre. La tour 2 n'aura que quelques bureaux.
La majorité de son espace utilisable doit être utilisée pour les chambres d'hôtel.